# Міро Аалтонен
Міро Аалтонен (фін. Miro Aaltonen; 7 червня 1993, м. Йоенсуу, Фінляндія) — фінський хокеїст, центральний/лівий нападник, олімпійський чемпіон. Виступає за «Кярпят» у Лійзі.
Вихованець хокейної школи «Йокіпоят» (Местіс). Виступав за «Еспоо Блюз», «Йокіпоят» (Местіс).
В чемпіонатах Фінляндії — 227 матчів (55+62).
У складі молодіжної збірної Фінляндії учасник чемпіонату світу 2012. У складі юніорської збірної Фінляндії учасник чемпіонату світу 2011.